# پیپت بزرگ

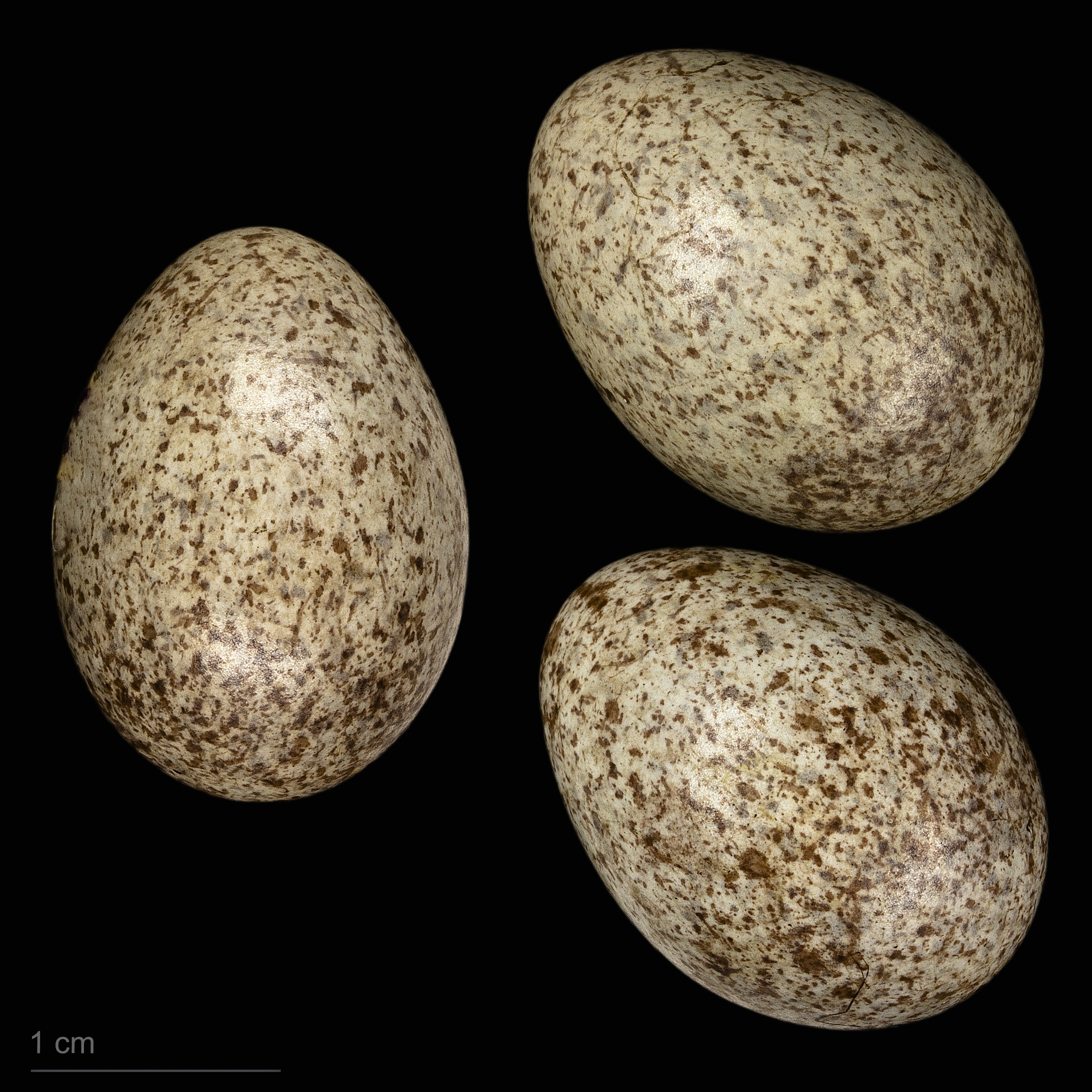
Anthus richardi

پیپت بزرگ، پیپت پادراز یا پیپت ریچارد (نام علمی: Anthus richardi) گنجشک‌سانی است که در سرده پیپت‌ها قرار دارد. این گونه میان‌جثه در علفزارها و سرزمین‌های باز شمال آسیا زندگی و زادآوری می‌کند. پیپت پادراز یک پرنده کوچنده با مسافت‌های طولانی است و بیشتر به سوی آسیای جنوب شرقی و شبه‌قاره هند کوچ می‌کند. این پرنده در جنوب ایران نیز یافت می‌شود.

## ویژگی‌های ریخت‌شناسی
اندازه این پرنده ۱۸ سانتی‌متر است. نوکش قهوه‌ای قرمز، نیم‌نوک بالا و سر نوک تیره است.